# Tolentinói Szent Miklós-székesegyház (Tumbes)
A Tolentinói Szent Miklós-székesegyház a perui Tumbes városának egyik temploma. Majdnem a város legszélén áll, a városhatárt jelentő Tumbes folyótól mintegy 250 méterre a Plaza de Armas tér északi oldalán.

## Leírás
A köztársasági típusú építészetet megjelenítő, barokk stílusú templomot a 17. században építették Ágoston-rendi szerzetesek. 1985-ös felújítása óta az északi országrész legmodernebb templomai közé tartozik.
Mind főbejárata, mind belső boltívei félköríves záródásúak, két tornyát kupolaszerű toronysisak zárja. Fából készült oltárának olajképe Krisztus feltámadását ábrázolja, az ablakok színes üvegablakainak képei pedig szintén Krisztussal, különböző szentekkel és Szűz Máriával kapcsolatos jeleneteket. Az oldalfalakat kívülről egy-egy szintén boltívsoros, vasrácsokkal díszített és védett külső folyosó kíséri.